# Gonypetella australis
Gonypetella australis es una especie de mantis de la familia Mantidae.

## Distribución geográfica
Se encuentra en Angola y Namibia.